# Giuseppe Rossi
Giuseppe Rossi, född 1 februari 1987 i Teaneck, New Jersey i USA, är en italiensk före detta fotbollsspelare (anfallare).

## Klubblagskarriär
Rossi kom till Manchester United från Parma 2004. Under första halvan av säsongen 2006/2007 lånades han ut till Newcastle United där han spelade 11 ligamatcher utan att göra mål. Under vårsäsongen lånades han sedan ut till moderklubben Parma och lyckades där göra 9 mål på 19 ligamatcher.

### Villareal CF
Den 31 juli 2007 skrev Rossi på ett sexårskontrakt med den spanska klubben Villarreal CF som betalade 6,7 miljoner pund för honom. Under sin andra säsong i Villarreal gjorde Rossi 12 mål på 30 matcher samt tre mål i Champions league. Detta ledde till en kontraktsförlängning med Villarreal. Under säsongen 2010/2011 gjorde han hela 32 mål på 56 matcher i samtliga tävlingsmatcher. Detta hjälpte klubben till en fjärdeplats i ligan. Den 26 oktober 2011 åkte Rossi på en allvarlig knäskada som höll honom borta från fotbollen i 6 månader. På träning precis när han var på väg tillbaka gick knät sönder igen och höll honom borta i ytterligare 10 månader.

### Fiorentina
Den 4 januari 2013, kom ACF Fiorentina överens med Villarreal om en transfersumma på 11,7 miljoner euro. Den 7 januari presenterades han som en ny spelare för Fiorentina där det berättades att Rossi hade skrivit ett fyraårskontrakt med klubben samt med en utköpsklausul på 35 miljoner euro.
Den 21 maj 2013 gjorde Rossi sin debut för Fiorentina efter ett mycket långt skadeuppehåll över flera år. Detta i matchen mot Pescara.
Den 26 augusti, gjorde Rossi sitt första mål på 23 månader i Fiorentinas öppningsmatch för säsongen, i 2–1-förlusten mot Catania. Den 20 oktober gör Rossi ett hat-trick på 14 minuter i matchen mot stora rivalerna Juventus när Fiorentina vinner med 4-2 vilket var första gången som Fiorentina vann hemma mot Juventus på 15 år.

### SPAL
Den 19 november 2021 värvades Rossi av Serie B-klubben SPAL, där han skrev på ett kontrakt över resten av säsongen. Rossi debuterade följande dag i en 3–2-förlust mot Alessandria, där han blev inbytt i den 70:e minuten mot Salvatore Esposito. En vecka senare gjorde Rossi sitt första mål i en 1–0-vinst över Cosenza.

## Landslagskarriär
Eftersom Rossi har både italienskt och amerikanskt pass hade han möjligheten att välja mellan spel i det italienska eller amerikanska landslaget. Mellan 2006 och 2008 spelade Rossi 22 matcher och gjorde 11 mål i det italienska U21-landslaget. Han gjorde fyra mål och blev turneringens bästa målskytt vid OS 2008.
Rossi debuterade i det italienska seniorlandslaget i oktober 2008.

## Statistik

### Klubb
| Klubb                  | Säsong             | Liga    | Liga | Nationell cup | Nationell cup | Övrigt  | Övrigt | Internationellt | Internationellt | Totalt  | Totalt |
| Klubb                  | Säsong             | Matcher | Mål  | Matcher       | Mål           | Matcher | Mål    | Matcher         | Mål             | Matcher | Mål    |
| ---------------------- | ------------------ | ------- | ---- | ------------- | ------------- | ------- | ------ | --------------- | --------------- | ------- | ------ |
| Manchester United      | 2004/2005          | 0       | 0    | 0             | 0             | 2       | 0      | 0               | 0               | 2       | 0      |
| Manchester United      | 2005/2006          | 5       | 1    | 2             | 2             | 3       | 1      | 2               | 0               | 12      | 4      |
| Manchester United      | Totalt             | 5       | 1    | 2             | 2             | 5       | 1      | 2               | 0               | 14      | 4      |
| Newcastle United (lån) | 2006/2007          | 11      | 0    | 0             | 0             | 2       | 1      | —               | —               | 13      | 1      |
| Parma (lån)            | 2006/2007          | 19      | 9    | 0             | 0             | —       | —      | 1               | 0               | 20      | 9      |
| Villarreal             | 2007/2008          | 27      | 11   | 5             | 2             | —       | —      | 5               | 0               | 37      | 13     |
| Villarreal             | 2008/2009          | 30      | 12   | 1             | 0             | —       | —      | 8               | 3               | 39      | 15     |
| Villarreal             | 2009/2010          | 34      | 10   | 4             | 2             | —       | —      | 8               | 5               | 46      | 17     |
| Villarreal             | 2010/2011          | 36      | 18   | 5             | 3             | —       | —      | 15              | 11              | 56      | 32     |
| Villarreal             | 2011/2012          | 9       | 3    | 0             | 0             | —       | —      | 5               | 2               | 14      | 5      |
| Villarreal             | Totalt             | 136     | 54   | 15            | 7             | —       | —      | 41              | 21              | 192     | 82     |
| Fiorentina             | 2012/2013          | 1       | 0    | 0             | 0             | —       | —      | —               | —               | 1       | 0      |
| Fiorentina             | 2013/2014          | 21      | 16   | 1             | 0             | —       | —      | 2               | 1               | 24      | 17     |
| Fiorentina             | 2015/2016          | 11      | 0    | 1             | 0             | —       | —      | 4               | 2               | 16      | 2      |
| Fiorentina             | 2016/2017          | 1       | 0    | 0             | 0             | —       | —      | 0               | 0               | 1       | 0      |
| Fiorentina             | Totalt             | 34      | 16   | 2             | 0             | —       | —      | 6               | 3               | 42      | 19     |
| Levante (lån)          | 2015/2016          | 17      | 6    | 0             | 0             | —       | —      | —               | —               | 17      | 6      |
| Celta Vigo (lån)       | 2016/2017          | 18      | 4    | 4             | 1             | —       | —      | 7               | 1               | 29      | 6      |
| Genoa                  | 2017/2018          | 9       | 1    | 1             | 0             | —       | —      | —               | —               | 10      | 1      |
| Real Salt Lake         | 2020               | 7       | 1    | 0             | 0             | 0       | 0      | 0               | 0               | 7       | 1      |
| SPAL                   | 2021/2022          | 2       | 1    | 0             | 0             | —       | —      | —               | —               | 2       | 1      |
| Totalt i karriären     | Totalt i karriären | 258     | 93   | 23            | 10            | 7       | 2      | 55              | 25              | 346     | 130    |

1. ↑  Inkluderar FA-cupen, Spanska cupen, Italienska cupen och US Open Cup

1. 1 2 3  Alla matcher i Uefa Champions League
2. 1 2  Alla matcher i Uefacupen
3. 1 2 3 4 5 6  Alla matcher i Europa League

### Internationellt
Uppdaterad 30 september 2015. 
| Italiens landslag | Italiens landslag | Italiens landslag |
| År                | Matcher           | Mål               |
| ----------------- | ----------------- | ----------------- |
| 2008              | 2                 | 0                 |
| 2009              | 12                | 3                 |
| 2010              | 4                 | 0                 |
| 2011              | 9                 | 3                 |
| 2013              | 2                 | 1                 |
| 2014              | 1                 | 0                 |
| Totalt            | 30                | 7                 |